# Nationalpark Toskanischer Archipel

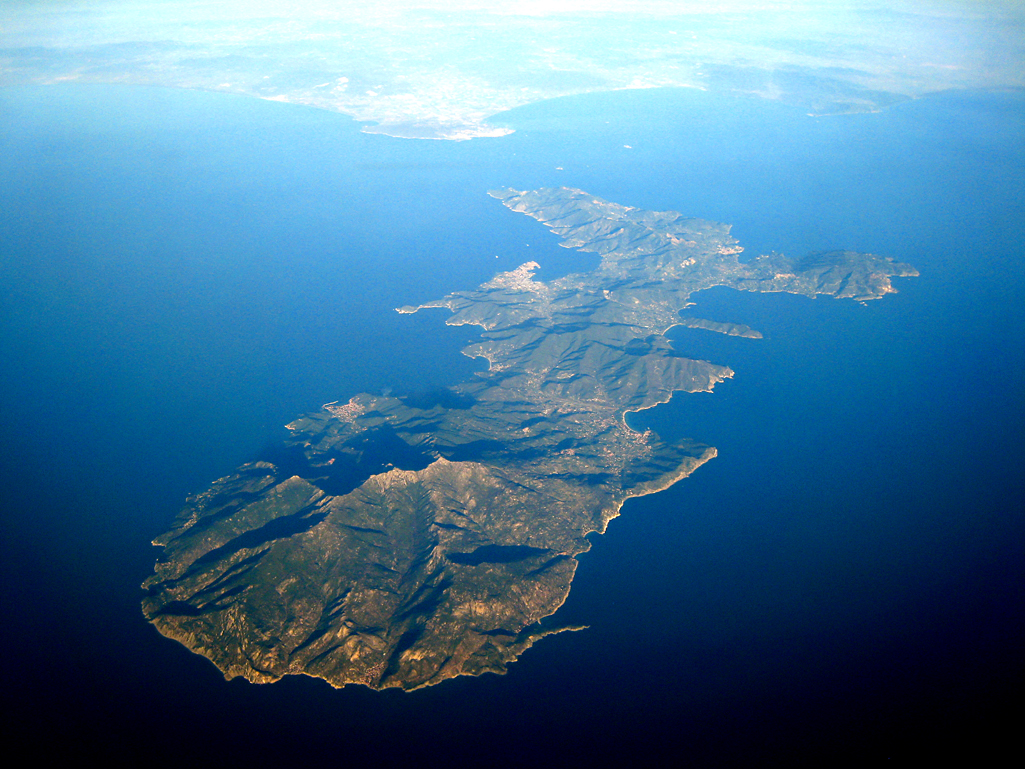

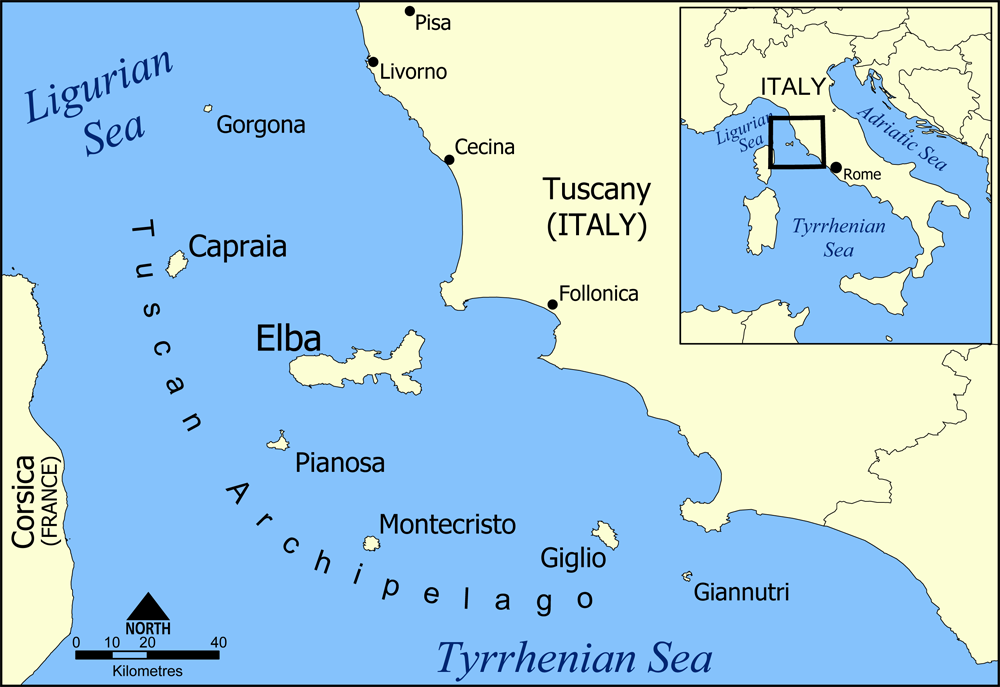
Toskanischer Archipel

Der Nationalpark Toskanischer Archipel (ital. Parco nazionale dell’Arcipelago Toscano) ist das größte Meeresschutzgebiet Italiens (Marine Parks). Er wurde 1996 eingerichtet und erstreckt sich über 17.887 Hektar Landfläche und ist mit 56.766 Hektar Meeresfläche das größte Meeresschutzgebiet Europas.
Der Park ist durch eine vielfältige Struktur unterschiedlicher Habitate geprägt. Die unterschiedlichen Küstenformen und Struktur des Meeresbodens beherbergen eine enorme biologische Vielfalt. Der Park umschließt die Küsten von Elba, die steilen Felsküste von West Capraia und ein Mosaik verschiedener Unterwasserlebensräume. Die Landfläche erstreckt sich über die sieben Hauptinseln des Toskanischen Archipels: Elba, Giglio, Capraia, Montecristo, Pianosa, Giannutri, Gorgona sowie über kleinere Inseln in den Meeresgebieten.
An einem Felsen vor der Insel Giglio schlug im Januar 2012 das Kreuzfahrtschiff Costa Concordia leck und kenterte.